# Тремпиняй
Тремпиняй (лит. Trempiniai) — деревня в Калварийском самоуправлении Мариямпольского уезда Литвы. Входит в состав Любавасского староства.

## География
Деревня расположена на юго-западе Литвы, в пределах Судувской возвышенности, к юго-западу от озера Тремпиню, на расстоянии приблизительно 23 километров к юго-западу от города Мариямполе, административного центра уезда. Абсолютная высота — 165 метров над уровнем моря.
Ближайшие населённые пункты: Гульбинавас, Паграужяй, Саулегражяй, Бержинай, Макаускай.
Климат
Климат деревни характеризуется как умеренно континентальный с чертами морского (Dfb в классификации климатов Кёппена).

## История
В 1827 году в деревне Тремпины имелось 14 домов и проживал 61 человек.
В 1888 году в населённом пункте числилось 89 человек. В национальном составе 100 % составляли литовцы. В административном отношении деревня входила в состав гмины Любово Кальварийского уезда Сувалкской губернии.

## Население
По данным официальной переписи 2011 года численность населения Тремпиняя составляла 11 человек (3 мужчины и 8 женщин).